# Graffignano
Graffignano település Olaszországban, Viterbo megyében. Lakosainak száma 2097 fő (2023. január 1.). Graffignano Attigliano, Civitella d'Agliano, Viterbo, Alviano, Bomarzo és Lugnano in Teverina községekkel határos.

## Népesség
A település népessége az elmúlt években az alábbi módon változott:
| Lakosok száma | 2250 | 2226 | 2097 |
|               | 2017 | 2018 | 2023 |